# Bremgarten (Adelsgeschlecht)

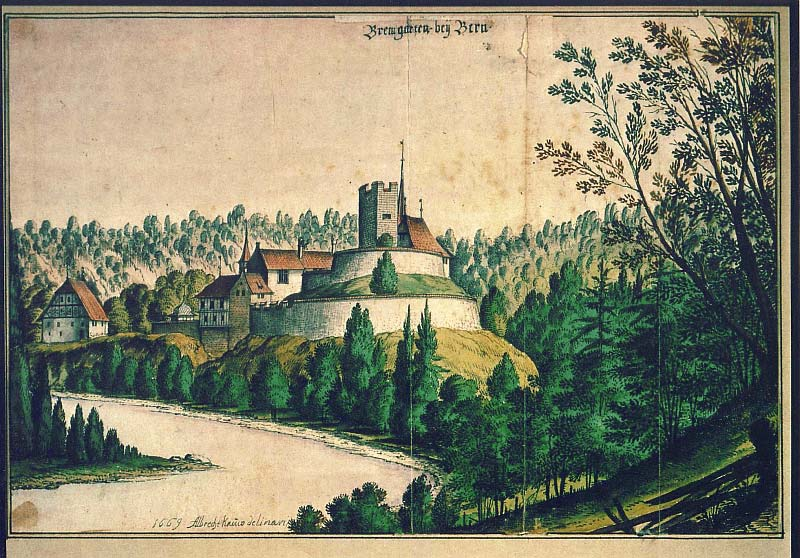
Schloss Bremgarten, ehemaliger Sitz der Freiherren von Bremgarten, Bild von Albrecht Kauw

Die Freiherren von Bremgarten waren ein in Bremgarten bei Bern ansässiges, mittelalterliches Adelsgeschlecht. Sie waren im Besitz der Burg Bremgarten, zeitweise der Burg Toffen sowie eines Gebietes von Wohlen bis Worblaufen.

## Geschichte
Gegen Ende des 12. Jahrhunderts wurden die Freiherren erstmals erwähnt. Freiherr Burkhard I. von Bremgarten tauchte ab 1230 als Schiedsrichter regionaler Kleinkonflikte und 1241 als Zeuge der Grafen von Kyburg auf. Ab 1249 regierte er zusammen mit seinen Söhnen Ulrich und Burkhard II. von Bremgarten. Burkhard II. starb 1279 und seine Söhne Burkhard III., Heinrich, Johannes und Rudolf übernahmen seinen Herrschaftsanteil. Die Hauptherrschaft wird aber wohl von ihrem Onkel Ulrich geführt worden sein. Dieser scheint jedoch seine Familie wirtschaftlich ruiniert zu haben und musste die Burg Bremgarten an Graf Rudolf von Neuenburg-Nidau verpfänden. Ulrich war Gefolgsmann des Grafen von Savoyen. 1298 unterstützte ein Freiherr von Bremgarten diesen in der Schlacht am Dornbühl, was Ausdruck für eine gegen die Stadt Bern gerichtete Politik war. Ob es sich bei diesem kriegerischen Freiherrn von Bremgarten um den oben genannten Ulrich oder um einen gleichnamigen Sohn handelte, ist nicht ganz klar. Die Stadt Bern eroberte und zerstörte infolge dieses Konflikts Burg und Städtchen Bremgarten. 1306 verkauften die Brüder Ulrich und Heinrich von Bremgarten die Burg und die Herrschaft Bremgarten an das Johanniterhaus Buchsee. Das Geschlecht der von Bremgarten verschwindet ab der Mitte des 14. Jahrhunderts aus den Urkunden.